# 安卡帕瓦山 (普伊卡區)
14°43′11″S 72°34′03″W / 14.71972°S 72.56750°W
安卡帕瓦山（Anka Phawa），是秘魯的山峰，位於該國南部阿雷基帕大區，由拉烏尼翁省的普伊卡區負責管轄，屬於萬索山脈的一部分，海拔高度5,000米。